# Donileen Loseke
Donileen Loseke (* 1947) ist eine US-amerikanische Soziologin und emeritierte Professorin der University of South Florida. 2016/17  amtierte sie als Präsidentin der Society for the Study of Social Problems.
Ihren Bachelor- und Master-Abschluss (Psychologie) machte Loseke an der California State University, die Promotion zur Ph.D. (Soziologie) erfolgte 1982 an der University of California, Santa Barbara.

## Schriften (Auswahl)
- Narrative productions of meanings. Exploring the work of stories in social life. Lexington Books, Lanham 2019, ISBN 978-1-49857-777-9.
- Methodological thinking. Basic principles of social research design. SAGE Publications, Los Angeles 2013, ISBN 978-1-41299-720-1.
- Thinking about social problems. An introduction to constructionist perspectives. 2. Auflage,  Aldine de Gruyter, New York 2003, ISBN 0202306844.
- Als Herausgeberin mit Joel Best: Social problems. Constructionist readings. Aldine de Gruyter, New York 2003, ISBN 0202307034.
- The battered woman and shelters. The social construction of wife abuse. State University of New York Press, Albany 1992, ISBN 0791408310.